# Буля и еничари
Буля (булка) и еничари или само Буля (на гръцки: Μπούλες και Γιανίτσαροι, Μπούλες, Μπούλα) е кукерски карнавал в македонския град Негуш (Науса), Гърция.

## История
Карнавалът е стар обичай, засвидетелстван от XVIII век. Карнавалът започва на Месни заговезни и се празнува на следващия понеделник, Сирни заговезни, Чист понеделник и на Неделя на православието. Младите мъже на града се събират на групи, наречени бюлюци, облечени като еничари и танцуват под съпровод на зурни и тъпани. Централната фигура е булката, която също е представена от мъж. Типичен е поздравът на еничарите, които държат ръцете си и подскачат с цяло тяло.
- Костюм на булка
- Участници в костюми на еничари